# Euprosopia setinervis
Euprosopia setinervis är en tvåvingeart som beskrevs av Malloch 1939. Euprosopia setinervis ingår i släktet Euprosopia och familjen bredmunsflugor. Inga underarter finns listade i Catalogue of Life.